# آرثر د. كولينز جونيور
آرثر د. كولينز جونيور (بالإنجليزية: Arthur D. Collins, Jr.)‏ هو مسير أعمال أمريكي، ولد في 1947 في ليكوود في الولايات المتحدة.

## وصلات خارجية
- آرثر د. كولينز جونيور على موقع إن إن دي بي (الإنجليزية)